# Коафи ле Ба
Коафи ле Ба (фр. Coiffy-le-Bas) насеље је и општина у североисточној Француској у региону Шампањ-Арден, у департману Горња Марна која припада префектури Лангр.
По подацима из 2011. године у општини је живело 98 становника, а густина насељености је износила 8,66 становника/km². Општина се простире на површини од 11,32 km². Налази се на средњој надморској висини од 280 метара.

## Демографија
| 1962. | 1968. | 1975. | 1982. | 1990. | 1999. | 2011. |
| ----- | ----- | ----- | ----- | ----- | ----- | ----- |
| 121   | 153   | 120   | 131   | 137   | 131   | 98    |

График промене броја становника у току последњих година